# Stefano Oldani
Stefano Oldani, né le 10 janvier 1998 à Milan, est un coureur cycliste italien.

## Biographie

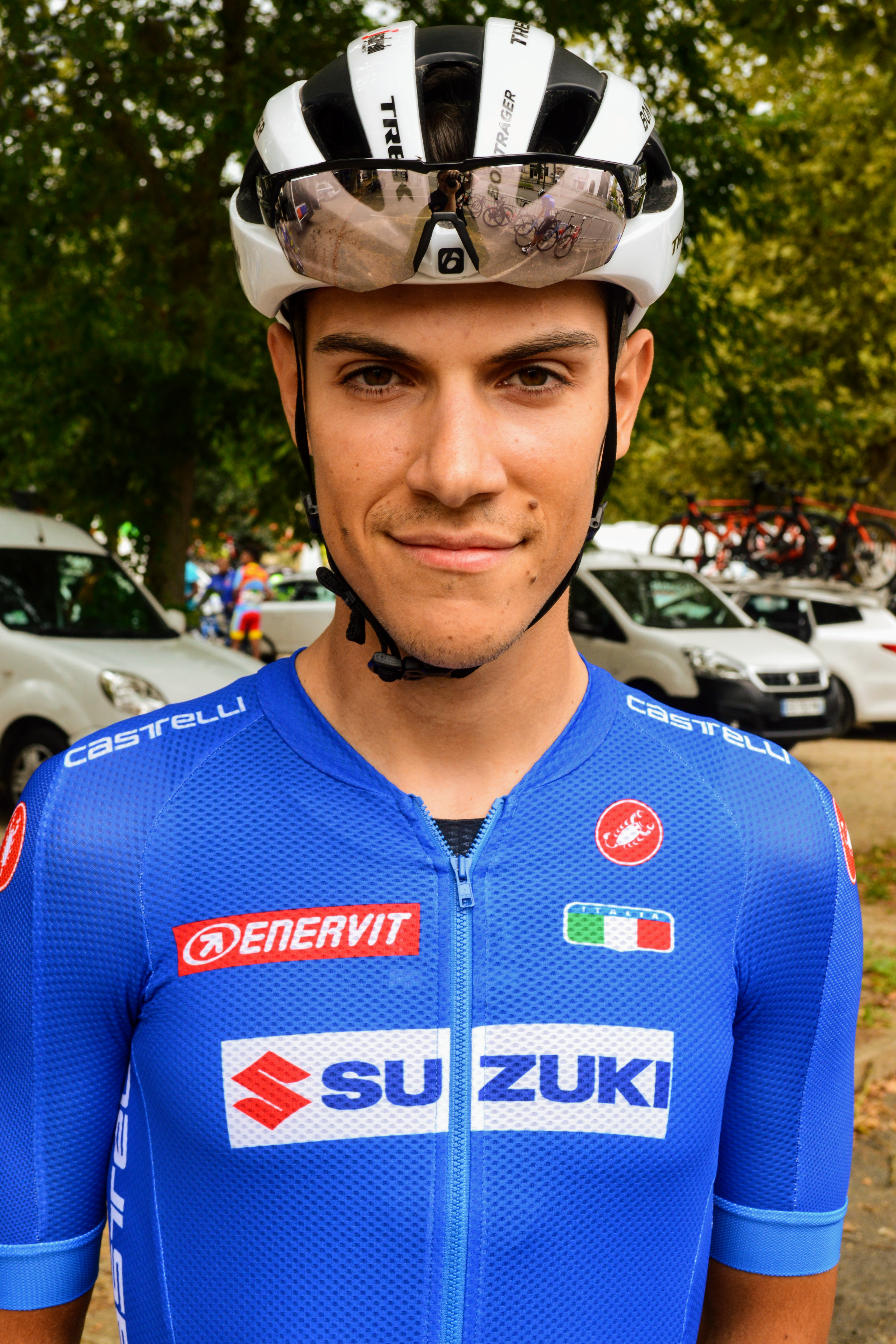
Stefano OLDANI - Août 2019

Stefano Oldani commence le cyclisme à l'âge de 5 ans en compagnie de son père. Il participe à ses premières courses cyclistes avec la Società Ciclistica Busto Garolfo.
En 2020, il rejoint le World Tour en signant dans l'équipe Lotto-Soudal. 

## Palmarès sur route

### Palmarès amateur
- 2015
  - 2e du Giro della Castellania
  - 3e du Gran Premio dell'Arno
- 2016
  -  Champion d'Italie du contre-la-montre juniors
  - Giro della Castellania
  - 4e étape du Grand Prix Rüebliland
  - 2e du championnat d'Italie du contre-la-montre par équipes juniors
- 2017
  -  Champion d'Italie du contre-la-montre par équipes espoirs[4]
  - Mémorial Guido Zamperioli
  - Targa Libero Ferrario
  - 2e de la Medaglia d'Oro Nino Ronco
  - 3e du Grand Prix de la ville de Felino
  - 3e de la Coppa d'Inverno
- 2018
  -  Champion d'Italie du contre-la-montre espoirs
  -  Champion d'Italie du contre-la-montre par équipes espoirs[5]
  - Trofeo Cav Uff Magni
  - 2e de la Coppa del Grano
  - 3e de la Freccia dei Vini

### Palmarès professionnel
- 2019
  - 2e du Gran Premio Industria e Commercio Artigianato Carnaghese
- 2021
  - 2e du Tour de Castille-et-León
- 2022
  - 12e étape du Tour d'Italie
  - 2e de la Volta Limburg Classic
  - 3e de la Coppa Bernocchi
- 2024
  - 3e du Tour de l'Ain
  - 10e de la Cyclassics Hamburg
- 2025
  - 7e d'Eschborn-Francfort

### Résultats sur les grands tours

#### Tour d'Italie
6 participations
- 2020 : 98e
- 2021 : 79e
- 2022 : 84e, vainqueur de la 12e étape
- 2023 : 45e
- 2024 : non-partant (11e étape)
- 2025 : 67e

### Classements mondiaux
| Année                                 | 2017  | 2018  | 2019 | 2020 | 2021 | 2022 | 2023 | 2024 |
| ------------------------------------- | ----- | ----- | ---- | ---- | ---- | ---- | ---- | ---- |
| Classement mondial                    | 2352e | 2053e | 858e | 637e | 371e | 110e | 267e | 272e |
| UCI Europe Tour                       | 1560e | 1363e | 622e | 518e | 308e | 93e  | nc   | nc   |
|                                       |       |       |      |      |      |      |      |      |
| Légende : nc = non classéSource : UCI |       |       |      |      |      |      |      |      |

## Palmarès sur piste

### Championnats nationaux
- 2015
  -  Champion d'Italie de poursuite par équipes juniors (avec Stefano Baffi, Stefano Moro et Imerio Cima)
- 2016
  - 2e du championnat d'Italie de l'américaine juniors